# Fateh-313
Fateh-313 (persa: فاتح-313 , "Conquistador-313"), un misil balístico táctico iraní de corto alcance y combustible sólido, fue presentado el 21 de agosto de 2015. El misil Fateh-313 es el modelo más nuevo dentro de la familia de misiles Fateh. Es casi idéntico a la generación anterior, el Fateh-110, pero utiliza un combustible y una carrocería compuestos nuevos. Estos cambios aumentaron el alcance a 500 km, desde los 300 km del Fateh-110. El Ministerio de Defensa de Irán planea producir en masa el misil.

## Diseño
El misil Fateh-313 tiene 8756 mm de longitud y 612 mm de diámetro. Tiene un peso total de 3245 kg, de los cuales 380 kg son la ojiva, lo que le otorga un alcance máximo de 440 km.